# Rádiós hallgatottságmérés
Az egységes rádiós hallgatottságmérési módszer fejlesztésére és a mérésre 2012-ben írt ki pályázatot a Rádiós Médiaszolgáltatók Egyesülete (RAME), amelyet a TNS-Hoffmann - Mediameter konzorcium nyert meg. 
A kutatócégek a rádiós és reklámszakma megelégedésére, a CATI (Computer Assisted Telephone Interviewing) módszer mellett döntöttek, vagyis telefonon hívják fel a potenciális válaszadókat. 
A hazai rádiós piac jellegzetességei alapján, a célul kitűzött egységes mérés a költségek optimalizálása mellett, a „day after recall” módszertannal és a telefonos adatgyűjtéssel teljesíthető leginkább.

## A módszer jellemzői
- megfelelő, egyforrású adatgyűjtési módszer, ahol mindenkinek egyenlő esélye van a mintába kerülni
- reprezentatív minta, az adatfelvétel során a valóságot leképező kvóták szigorú betartásával
- alacsony súlyszámok
- nemzetközi know-how alapján készült speciális kérdezési protokoll és kérdőív

### Az új közönségmérés az összes piaci szegmenst felöleli
- országos
- budapesti
- és lokális rádiók

### Az egységesség fogalma
- azonos módszertan mindhárom szegmens esetében
- azonos célcsoport
- azonos szoftver platform (Choices)
- ahol lehetséges a minta is azonos (országos és budapesti mérés)

### Országos és budapesti mérés - a legfontosabb elemek
- 3 havi aggregált adatbázis
- 15-59 éves alapminta
- Day after recall – mobiltelefonos kérdezéssel
- Boost minta a 60+ korosztály körében – vezetékes telefonos kérdezéssel
- Budapesti boost minta
- TGI adatfúzió

### Országos és budapesti mérés
- országos 15-59 éves alapminta (N=4200)
- Budapest 15-59 éves alapminta (N=1200)
- országos, 60 évnél idősebbek (N=900)

### Hibahatárok az országos és budapesti mérésben
- N=4200: ± 1,6%
- N=1200: ± 2,7%
- N=900: ± 3,2%

### A lokális közönségmérés legfontosabb elemei
- városi (megyeszékhelyek) és megyei adatok
- az összes fogható rádió mérése
- day after recall – mobiltelefonos kérdezéssel
- 15-59 éves korosztályban
- évente két alkalommal (tavasz, ősz) megyeszékhelyekre
- évente egy alkalommal a megyékre (is) vonatkozó adatok

### Megyeszékhelyek (évente két alkalommal)
- 15-59 éves népesség
- 500 fős minta város/hullám

### Megyék
- 15-59 éves népesség
- 500 fős minta/megye

### Hibahatár
N=500: legfeljebb ± 4,5%